# 1946 في المكسيك
فيما يلي قوائم الأحداث التي وقعت خلال عام 1946 في المكسيك.

## سياسة

### تعيين في المنصب
- 1 ديسمبر – ميجيل اليمان فالديز رئيس المكسيك.

### انتهاء فترة المنصب
- 30 نوفمبر – مانويل أفيلا كماتشو رئيس المكسيك.

## رياضة
- 16 يونيو – الدوري المكسيكي الممتاز 1945-46 الفائز تيبورونيس روخوس دي فيراكروز.

## مواليد

### يناير
- 1 يناير – بابلو غوميز ألفاريز سياسي مكسيكي.
- 8 يناير – ميغيل أنخيل فيليكس غالاردو بارون المخدرات مكسيكي.
- 11 يناير – سونيا لوبيز مغنية مكسيكية.
- 20 يناير – دانيال تشافيز[1]
- 20 يناير – سلفادور بيسيرا رودريغيز سياسي مكسيكي.
- 25 يناير – هوغو سالسيدو لاعب كرة قدم أمريكي.[2]

### مارس
- 6 مارس – إلسا كروس شاعرة مكسيكية.[3]
- 15 مارس – خوسيه سوتو مارتينيز سياسي مكسيكي.
- 20 مارس – خوسيه إف. خيمينيز[4]
- 30 مارس – عمر غيريرو معلم مكسيكي.

### أبريل
- 4 أبريل – فرنسيسكو مارتين مورينو كاتب مكسيكي.[5]
- 5 أبريل – روميو أنايا ملاكم مكسيكي.
- 6 أبريل – روزاريو أندرادي مغنية سوبرانو مكسيكية.
- 16 أبريل – سيرجيو روبلس لاعب كرة قاعدة مكسيكي.
- 27 أبريل – لويس ألونسو ميخيا غارسيا سياسي مكسيكي.

### مايو
- 14 مايو – آنا مارتن ممثلة مكسيكية.

### يونيو
- 15 يونيو – أنطونيو رولدان ملاكم مكسيكي.

### يوليو
- 19 يوليو – خيسوس موراليس فلوريس سياسي مكسيكي.

### أغسطس
- 7 أغسطس – إدغار خوسيه أزار
- 24 أغسطس – رودولفو مارتينيز ملاكم مكسيكي.

### سبتمبر
- 9 سبتمبر – خوسيه مونتالفو شاعر مكسيكي.
- 29 سبتمبر – أمبارو أوتشوا مغنية مكسيكية.

### أكتوبر
- 23 أكتوبر – أرتور غارسيا دراج مكسيكي.
- 26 أكتوبر – أنطونيو حزقيال ماركوس عيسى اقتصادي مكسيكي.
- 28 أكتوبر – باتريسيا كينتانا
- 30 أكتوبر – إدواردو ألفونسو سانشيز هرنانديز سياسي مكسيكي.

### نوفمبر
- 4 نوفمبر – مانويل أوجيدا ممثل مكسيكي.

### ديسمبر
- 8 ديسمبر – رامون كورال أفيلا سياسي مكسيكي.
- 18 ديسمبر – أغوستين الكانتارا درّاج طريق مكسيكي.
- 30 ديسمبر – ماريو بيريز لاعب كرة قدم مكسيكي.

## وفيات

### يناير
- 30 يناير – أدريانا لامار (مواليد 1908)

### مارس
- 6 مارس – أنطونيو كاسو أندرادي (مواليد 1883) فيلسوف مكسيكي.[6]

### نوفمبر
- 8 نوفمبر – ألفريدو راموس مارتينيز (مواليد 1871) فنان مكسيكي.[7]
- 12 نوفمبر – إليسا أكونا (مواليد 1887) صحفية مكسيكية.[8]